# André van Vliet
André van Vliet (Benschop, 18 augustus 1969) is een Nederlands dirigent, pianist en organist.

## Biografie

### Jeugd en opleiding
André werd geboren in Benschop. Hij begon daar al op jonge leeftijd met het leiden van kerkdiensten in de hervormde dorpskerk. Hij nam orgellessen bij Gijsbert Lekkerkerker en Herman van Vliet. Vervolgens ging hij naar het Utrechts Conservatorium waar hij ging studeren bij Nico van den Hooven, Jan Welmers en Jan Raas. In 1991 behaalde hij hier zijn diploma.

### Loopbaan
André was na zijn studie aanvankelijk werkzaam als orgelsolist. Ook gaf hij vele orgelconcerten en speelde als organist in tv-programma's. Hij nam ook een aantal cd's op zijn namen met orgelspellen die hij opnam in onder andere Evangelische Lutherse kerk in Den Haag, de Martinikerk in Bolsward, de Grote Kerk in Apeldoorn de Lebuïnuskerk in Deventer en de Elisabethkirche in Marburg. Deze muziekstukken speelde hij van onder meer Bach, Mendelssohn, Franck en Guilmant. Verder is hij werkzaam als dirigent in een aantal kerkkoren. Hij speelde samen met het trompetduo Arjan en Edith Post en sopraanzangeres Marjo van Someren.

## Discografie
- Psalmen voor elk moment
- New Collection
- Christmas Classics
- Orgelconcert Marburg
- Muzikale dankbaarheid
- Glorious night of Miracles
- Psalms & Hymns in Engelse stijl
- Maak Zijn Naam bekend
- Kom, zing het uit
- Het Nieuw Jeruzalem
- The Lord is my Shepherd
- Magnifique
- Bewogen door handen en voeten
- I have a home
- De Kruisiging
- 25 jaar organist
- Twee Orgels & Vier Handen
- 2 Organs & 4 Hands
- 4 Friends
- Martinikerk Bolsward
- Orgelconcert
- Collection